# كوكب 51
كوكب 51 (بالإنجليزية: Planet 51)‏ فيلم رسوم متحركة إسباني وبريطاني لعام 2009. من إخراج خورخي بلانكو.

## القصة
كُلِفَ رائد الفضاء الأميركي الكابتن (تشارلز) بمهمة الذهاب لاكتشاف كوكب جديد؛ لذا يعقد الكابتن العزم على الذهاب إلى جرم سماوي بعيد أطلق عليه اسم كوكب 51، حيث كان يظن المجتمع العلمي أنه كوكب غير مأهول بالسكان.. يكتشف الكابتن عند خروجه من المركبة الفضائية أن الكوكب يسكنه أناس خضر اللون قصيرو القامة، يعيشون في مجتمعات غريبة تُذكِّرنا بحال أمريكا في خمسينيات القرن الماضي، ليجد بعد ذلك أن هذا المجتمع المثالي يعاني من خوف عام، حيث يؤمنون بأن كوكبهم سوف يتعرض يومًا ما إلى غزو من قِبَل المخلوقات الفضائية، فيثقون أنه أحد هؤلاء الغزاة.

## طاقم التمثيل
- دوين جونسون
- جاستين لونغ
- جيسيكا بيل
- شون ويليام سكوت
- غاري أولدمان
- جون كليز
- ماثيو هورن
- جيمس كوردن

## وصلات خارجية
- كوكب 51 على موقع IMDb (الإنجليزية)
- كوكب 51 على موقع ميتاكريتيك (الإنجليزية)
- كوكب 51 على موقع روتن توميتوز (الإنجليزية)
- كوكب 51 على موقع نتفليكس (الإنجليزية)
- كوكب 51 على موقع ألو سيني (الفرنسية)
- كوكب 51 على موقع Turner Classic Movies (الإنجليزية)
- كوكب 51 على موقع أول موفي (الإنجليزية)
- كوكب 51 على موقع بوكس أوفيس موجو (الإنجليزية)
- كوكب 51 على موقع فيلمافينيتي (الإسبانية)
- كوكب 51 على موقع قاعدة بيانات الأفلام السويدية (السويدية)